# Lasiobelba pori
Lasiobelba pori är en kvalsterart som först beskrevs av Vasiliu och Ivan 1995.  Lasiobelba pori ingår i släktet Lasiobelba och familjen Oppiidae. Inga underarter finns listade i Catalogue of Life.